# Biser
Biser je trd, okrogel predmet, ki nastane v lupini školjk (predvsem ostrig) in se uporablja za nakit.
Biseri nastanejo v notranjosti školjke. Kot reakcija na moteč predmet v notranjosti lupine izloča školjka kalcijev karbonat (CaCO3) v mineralni obliki kot aragonit ali kalcit (kristalne oblike kalcijevega karbonata). Mineral veže protein conchion. Kombinacija kalcita in conchiona je biserna matica.
Izreden lesk biserov nastane zaradi odboja in loma svetlobe na mejnih ploskvah med karbonatom in proteinom. Lesk je tem lepši čim tanjše so plasti karbonata. Prelivanje barv nastane zaradi odboja bele svetlobe na posameznih plasteh, ko se del svetlobe izgubi, del pa okrepi. Pojav je znan kot interferenca. Biseri so navadno beli, lahko s kremastim ali vijoličnim odtenkom. Biseri pa so lahko tudi rumeni, zeleni, modri, sivi ali črni. Črni biseri so zaradi redkosti posebno cenjeni.
Večina biserov, ki se danes uporabljajo za nakit, je vzgojena. V ostrigo dajo tujek in dve leti kasneje lahko poberejo školjke. To vrsto akvakulture je razvil Japonec Kokichi Mikimoto in jo že leta 1896 patentiral.
Vrednost bisera je odvisna od leska, barve, velikosti, brezhibnosti in simetrije. Pri tem je najvažnejši lesk. Veliki, popolnoma brezhibni biseri so redki in se uporabljajo za izdelavo prstanov.
Bisere, ki imajo obliko solze, uporabljajo za obeske.
Bisere z napakami uporabljajo predvsem za ogrlice.

### Črni biseri
Biseri s temno barvo se nabirajo v južnih morjih. Imenujejo se črni biseri. Tamkajšne ostrige izločajo sivo do črno biserno matico. Od leta 1963 gojijo tudi te ostrige. Eden od najbolj znanih črnih biserov je Azra. Je središče ovratnice, ki spada med ruske kronske dragulje.